# Sean Hopper
Sean Thomas Hopper (* 31. März 1953 in San Francisco) ist ein US-amerikanischer Musiker und Gründungsmitglied der Band Huey Lewis & the News. Hopper war, genau wie Huey Lewis, Mitglied der Band Clover, mit der beide 1976 nach Großbritannien reisten. 

## Biografie
Clover nahm als Begleitband von Elvis Costello 1977 dessen Debütalbum My Aim is True in England auf. Diese Aufnahmen fanden ohne Huey Lewis statt. Nachdem Clover nach Kalifornien zurückgekehrt waren, schloss sich Hopper Lewis an, der mit einer Band jeden Montagabend im  Club Uncle Charlie's in Corte Madera spielte. Neben Hopper war auch Johnny Colla Mitglied dieser Gruppe.
1979 gründeten Huey Lewis und Hopper zusammen mit den ehemaligen Mitgliedern der Band Sound Hole, Colla, Mario Cipollina und Bill Gibson die Band Huey Lewis and the American Express und verstärkten sich mit Chris Hayes. Nach einem Namenswechsel firmierte die Band als Huey Lewis & the News und erhielt einen Plattenvertrag mit Chrysalis Records.
Sean Hopper wirkte von 1980 bis heute an den Aufnahmen zu allen Alben der Band mit.

## Diskografie (Auszug)
mit Huey Lewis & the News
- Huey Lewis and The News (1980)
- Picture This (1982)
- Sports (1983)
- Fore! (1986)
- Small World (1988)
- Hard at Play (1991)
- Four Chords & Several Years Ago (1994)
- Plan B (2001)
- Live at 25 (2005)
- Soulsville (2010)

mit Clover
- Love on the Wire (1977)
- Unavailable (1977)